# Blues Breakers with Eric Clapton
Albums de John Mayall
John Mayall Plays John Mayall
(1965) A Hard Road
(1967)
Singles
1. Key to Love [2]
Sortie : 1966
2. All Your Love
Sortie : 1967

Blues Breakers with Eric Clapton (album sans titre surnommé Beano) est le deuxième album du groupe de blues, John Mayall & The Bluesbreakers. Il est sorti le 22 juillet 1966 sur le label Decca Records et a été produit par Mike Vernon.

## Historique
À peine 15 jours après avoir quitté les Yardbirds, Eric Clapton est accueilli par John Mayall en avril 1965. Il restera avec lui un peu moins d'un an, passant du statut de « jeune guitariste doué » à celui de « dieu de la guitare » (« Clapton is God ») et en ayant enregistré un album-clé du British Blues.
C'est le premier enregistrement chanté de Clapton, sur le titre de Robert Johnson, Ramblin' on My Mind. À noter l'interprétation de All Your love de Willie Dixon et Otis Rush.
Pour la photo de couverture, prise avec le groupe assis contre un mur un jour où il faisait froid, Clapton s'est « rebellé », s'est procuré une BD Beano et s'est plongé dedans, ignorant ainsi complètement le photographe. Cette anecdote a donné un surnom à l'album, The Beano Album.
Après cet album, Clapton quitte la formation pour fonder Cream.

## Réception critique
Cet album se classa à la 6e place des charts britanniques et la réédition de 1998 sera certifié disque d'or par la BPI.
Le magazine Rolling Stone place l'albums en 195e position de ses classements en 2003 et 2012 des 500 plus grands albums de tous les temps. Il est également cité dans l'ouvrage de référence de Robert Dimery Les 1001 albums qu'il faut avoir écoutés dans sa vie.

## Liste des titres

### Album original
Face 1
| No | Titre                | Auteur                      | Durée |
| -- | -------------------- | --------------------------- | ----- |
| 1. | All Your Love (en)   | Willie Dixon/Otis Rush      | 3:36  |
| 2. | Hideaway             | Freddie King/Sonny Thompson | 3:17  |
| 3. | Little Girl          | John Mayall                 | 2:37  |
| 4. | Another Man          | Mayall                      | 1:45  |
| 5. | Double Crossing Time | Eric Clapton/Mayall         | 3:04  |
| 6. | What'd I Say         | Ray Charles                 | 4:29  |

Face 2
| No  | Titre               | Auteur                      | Durée |
| --- | ------------------- | --------------------------- | ----- |
| 7.  | Key To Love         | Mayall                      | 2:09  |
| 8.  | Parchman Farm (en)  | Mose Allison                | 2:24  |
| 9.  | Have You Heard      | Mayall                      | 5:56  |
| 10. | Ramblin' on My Mind | Robert Johnson/Traditionnel | 3:10  |
| 11. | Steppin' Out (en)   | L.C. Frazier                | 2:30  |
| 12. | It Ain't Right      | Little Walter Jacobs        | 2:42  |

### 40th anniversary Deluxe Edition (Decca) (2006)
Disc 1
1–12 Album original en Mono
13–24 Album original en Stereo
Disc 2
| No  | Titre                                                                            | Auteur                            | Durée |
| --- | -------------------------------------------------------------------------------- | --------------------------------- | ----- |
| 1.  | Crawling Up a Hill (BBC Session, 26 avril 1965)                                  | Mayall                            | 2:06  |
| 2.  | Crocodile Walk (BBC Session, 26 avril 1965)                                      | Mayall                            | 2:22  |
| 3.  | Bye Bye Bird (BBC Session 26, avril 1965)                                        | Sonny Boy Williamson/Willie Dixon | 2:47  |
| 4.  | I'm Your Witchdoctor (Single, octobre 1965)                                      | Mayall                            | 2:09  |
| 5.  | Telephone Blues (face B du single "I'm Your Witchdoctor")                        | Mayall                            | 3:56  |
| 6.  | Bernard Jenkins (Single, août 1966)                                              | Clapton                           | 3:47  |
| 7.  | Lonely Years (Face B de "Bernard Jenkins")                                       | Mayall                            | 3:17  |
| 8.  | Cheatin' Woman (BBC Session, 25 octobre 1965)                                    | Mayall                            | 2:01  |
| 9.  | Nowhere to Turn (BBC Session, 25 octobre 1965)                                   | Mayall                            | 1:40  |
| 10. | I'm Your Witchdoctor (BBC Session, 25 octobre 1965)                              | Mayall                            | 2:10  |
| 11. | One Top of the World (Stéréo Mix inédit, Pye Studios, 2 décembre 1965)           | Mayall                            | 2:49  |
| 12. | Key to Love (BBC Session, 14 mars 1966)                                          | Mayall                            | 2:01  |
| 13. | One Top of the World (BBC Session, 14 mars 1966)                                 | Mayall                            | 2:32  |
| 14. | They Call It Stormy Monday (enregistré en public, Flamingo Club, 17 mars 1966)   | T-Bone Walker                     | 4:33  |
| 15. | Intro Into Maudie (enregistré en public, Flamingo Club, 30 avril 1966)           | John Lee Hooker/Mayall            | 2:25  |
| 16. | It Hurts to Be in Love (enregistré en public, Flamingo Club, 30 avril 1966)      | Dixon/Toombs                      | 3:21  |
| 17. | Have You Ever Loved a Woman (enregistré en public, Flamingo Club, 30 avril 1966) | Billy Myles                       | 6:42  |
| 18. | Bye Bye Bird (enregistré en public, Flamingo Club, 30 avril 1966)                | Williamson/Dixon                  | 3:49  |
| 19. | Hoochie Coochie Man (enregistré en public, Flamingo Club, 30 avril 1966)         | Dixon                             | 3:53  |

## Musiciens
- John Mayall - chant, orgue Hammond, guitare rhythmique, harmonica
- Eric Clapton - guitare solo, chant sur Ramblin' on My Mind
- John McVie - basse
- Hughie Flint - batterie

avec
- John Almond: saxophone baryton
- Alan Skidmore: saxophone ténor
- Dennis Healey: trompette

## Charts et certification
| Pays        | Durée du classement | Meilleur classement |
| ----------- | ------------------- | ------------------- |
| Royaume-Uni | 17 semaines         | 6e                  |

| Pays        | Certification | Ventes    | Date       |
| ----------- | ------------- | --------- | ---------- |
| Royaume-Uni | Or            | 100 000 + | 29/01/2016 |